# Hala Sportowa Częstochowa
Hala Sportowa Częstochowa – hala widowiskowo-sportowa w Częstochowie, w dzielnicy Zawodzie-Dąbie, przy ul. Żużlowej 4. Znajduje się ona w sąsiedztwie stadionu żużlowego Arena Częstochowa. Pojemność hali to 7100 miejsc, z czego 5843 znajduje się na trybunach stałych, a 1197 na trybunach teleskopowych (pozostałe to miejsca w lożach lub miejsca dla niepełnosprawnych). Spełnia wszystkie wymagania organizacji FIVB oraz FIBA. Od 1 sierpnia 2013 roku obiektem zarządza miejska spółka Hala Sportowa Częstochowa Sp. z o.o. Użytkowana przez klub siatkarski Norwid Częstochowa.

## Historia
Hala wybudowana została w latach 2010-2012 w miejscu małego boiska sportowego. Jej uroczyste otwarcie odbyło się 29 września 2012, inaugurującym wydarzeniem był mecz o Superpuchar Polski w piłce siatkowej mężczyzn pomiędzy PGE Skrą Bełchatów i Asseco Resovią Rzeszów.
Hala Sportowa Częstochowa otrzymała nagrodę drugiego stopnia w konkursie "Budowa Roku 2012" – jednym z najbardziej prestiżowych przeglądów osiągnięć polskiego budownictwa. Jury oceniało m.in. jakość robót, organizację budowy i czas jej realizacji, rozwiązania techniczno-technologiczne procesu realizacji budowy, bezpieczeństwo pracy i ochronę zdrowia, przebieg i formę finansowania inwestycji oraz wpływ oddziaływania inwestycji na środowisko i gospodarkę regionu.
W 2016 roku Hala Sportowa Częstochowa została laureatem lokalnego konkursu "Miejsce przyjazne osobom z niepełnosprawnością” w kategorii miejsca kultury i rozrywki, obiekty sportowo-rekreacyjne i biblioteki
Logo Hali Sportowej Częstochowa zawiera skrót HSC i znaczek graficzny, który symbolizuje kolorowe krzesełka na trybunach. Jego autorem jest częstochowianin Adrian Chrzęstek.
Koszt budowy hali wyniósł około 70 mln złotych. Inwestor, czyli miasto Częstochowa otrzymał dofinansowanie z Programu Rozwoju Subregionu Północnego w wysokości 29,52 mln zł oraz dotację 20 mln zł z Ministerstwa Sportu i Turystyki ze środków Funduszu Rozwoju Kultury Fizycznej. Generalnym wykonawcą inwestycji był UNIBEP SA, Bielsk Podlaski.

## Kluby
Hala jest lub była użytkowana jest przez następujące kluby siatkarskie:
- Norwid Częstochowa – od października 2022 roku[8],
- Eco-Team AZS Stoelzle Częstochowa[9],
- AZS Częstochowa – od roku 2012 (oddanie hali do użytku) do roku 2019 (ostatni sezon, w którym klub występował w rozgrywkach)[10],
- Częstochowianka Częstochowa – od października 2019 roku[11][12] do 2022 roku, kiedy to klub wpadł w problemy finansowe i przeniósł się do hali przy ul. Rejtana[13][14].

## Wydarzenia

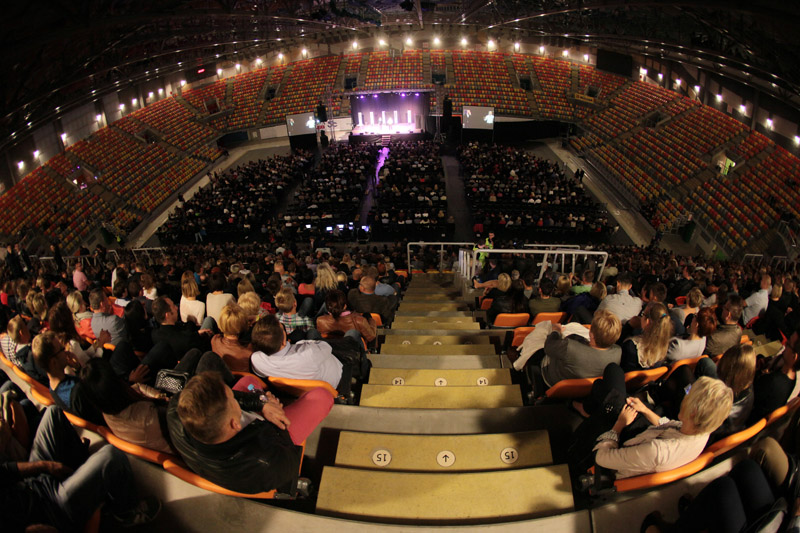
Polska Noc Kabaretowa

### Sportowe
- 29 września 2012 – mecz o Superpuchar Polski w piłce siatkowej mężczyzn PGE Skra Bełchatów – Asseco Resovia Rzeszów.
- 23 marca 2013 – gala bokserska Wojak Boxing Night[15].
- 12 kwietnia 2014 – gala sportów walki Fight Night 8: The Legend[16].
- 11 czerwca 2014 – mecz eliminacyjny do Mistrzostw Europy w piłce ręcznej kobiet Polska – Czarnogóra[17].
- 25 października 2014 – gala bokserska Fight Night 9, podczas której odbyła się pożegnalna walka Andrzeja Gołoty z Danellem Nicholsonem[18].
- 5–6 czerwca 2015 – dwumecz Polska – Iran w ramach Ligi Światowej w siatkówce mężczyzn[19][20][21][22][23][24].
- 10 lipca 2016 – mecze finałowe turnieju mini siatkówki Kinder + Sport[25][26][27].
- 18 listopada 2017 – gala bokserska, podczas której w walce wieczoru Tomasz Adamek pokonał Freda Kassiego[28][29].
- 1–2 grudnia 2018 – faza finałowa Klubowych Mistrzostw Świata w piłce siatkowej mężczyzn[30].
- 31 maja–2 czerwca 2019 – 40. Indywidualne Mistrzostwa Polski Seniorów w badmintonie[31].
- 4 października 2019 – Tymex Boxing Night 9[32].
- 24 października 2021 - Mistrzostwa Polski w Taekwon-do ZS PUT[33]
- 25–27 marca 2022 – 90. Indywidualne Mistrzostwa Polski w tenisie stołowym[34][35][36][37][38].

### Kulturalne
- 29 listopada 2013 – koncert Thomasa Andersa z zespołem Modern Talking Band[39].
- Październik 2014 – Polska Noc Kabaretowa[40].
- 29 listopada 2014 – koncert zespołu Budka Suflera[41].
- 25 listopada 2016 – koncert Sylwii Grzeszczak[42][43].
- 15 lutego 2020 – koncert Agnieszki Chylińskiej Warto było szaleć tak! 25 lat na scenie[44].
- 8 marca 2020 – widowisko akrobatyczno-taneczne Prometeusz 4K[45].
- 29 października 2021 - koncert Lady Pank[46]
- 21 listopada 2021 - Cleo - SuperNOVA[47]
- 30 listopada 2021 - Sanah - Kolońska i Szlugi Tour[48]
- 6 marca 2022 - Visual Concert[49][50]
- 3 kwietnia 2022 - 10-lecia zespołu LemON „Żadnego końca świata dziś nie będzie!”[51]

### Inne
- Czerwiec 2016 – turniej gamingowy x-kom Clash[52][53][54].
- 20–24 lipca 2016 – Międzynarodowe Forum Młodych – wydarzenie religijne z udziałem ok. 3,5 tys. osób będące częścią obchodów Światowych Dni Młodzieży w Krakowie[55][56][57].
- 27 grudnia 2016 – impreza charytatywna Świąteczne Granie z Kubą zorganizowana przez Fundację Ludzki Gest Jakub Błaszczykowski z udziałem wielu znanych sportowców, kabareciarzy i muzyków. Podczas niej Błaszczykowski został pasowany na Kawalera Orderu Uśmiechu[58][59][60][61][62][63].
- 27 lutego 2022 - Częstochowskie Targi Ślubne[64]